# Titisee-Neustadt
Titisee-Neustadt (in alemanno Titisee-Nöistadt) è una città tedesca di 12 390 abitanti, situata nel land del Baden-Württemberg.
È bagnato dal fiume Wutach. Stazione sciistica specializzata nello sci nordico, è attrezzata con il trampolino Hochfirst.

## Amministrazione

### Gemellaggi
Titisee-Neustadt è membro del gemellaggio internazionale "Neustadt in Europa", che riunisce 36 città e comuni che portano nel nome la dicitura Neustadt ("città nuova").